# Campeonato Baiano de Futebol Sub-17 de 2021
O Campeonato Baiano de Futebol Sub-17 de 2021 (comumente conhecido como Baianão Sub-17 2021), será a 29ª edição do torneiro realizado no estado da Bahia e organizado pela Federação Baiana de Futebol. A competição teve inicio no dia 25 de setembro de 2021. A competição conta com a participação de jogadores nascidos a partir do ano de 2004 e contará com 12 clubes, divididos em dois grupos com 6 clubes.
A competição terá todos os jogos serão realizados com portões fechados, como prevenção a pandemia de COVID-19 e os clubes também deverão apresentar testes para Covid-19.

## Formato e Regulamento

### Regulamento
O Baianão Sub-17 de 2021, será disputado por 12 (doze) clubes e somente poderão participar do campeonato os atletas que tenham sido publicados no BID até o quinto dia útil que antecede a cada partida de acordo com o regulamento da competição. Terá condição de jogo os atletas nascidos a partir de 2004 e a competição será restrita à categoria Sub-17 e cada clube terá o direito de fazer até 6 substituições, por jogo, desde que respeite o máximo 3 (três) atos de substituição no decorrer da partida, não sendo considerado o intervalo da partida na contagem destes atos. Desde que regularmente registrados, inscritos e com condição de jogo, os clubes poderão incluir na súmula de cada jogo até 5 (cinco) atletas estrangeiros. Os atletas, oriundos de outras Federações só serão registrados pelo Departamento de Registro e Transferência da FBF, após liberados, via on-line, pela Federação de origem, cumpridos ainda os demais requisitos exigidos.

### Formato
O Campeonato será disputado em Turno Único, sendo que haverá 2 fases; classificatória e eliminatória.
Na Primeira fase, os 12 (doze) clubes constituirão dois grupos “A” e “B”. Cada grupo terá 6 (seis) clubes, que se enfrentarão no sistema apenas de ida, dentro do grupo, classificando-se para a fase seguinte os 4 (quatro) clubes de melhores colocação de cada grupo. Na Segunda fase, as oito melhores equipes jogaram no sistema eliminatório de ida e volta, até a final. Os mandos de campo dos jogos de volta pertencerão às associações classificadas em 1º e 2º lugares na primeira fase, dentro dos seus respectivos grupos, observando-se a campanha de cada associação e, se necessário, os critérios de desempate estabelecidos pelo regulamento.

## Critérios de Desempate
Em caso de empate em pontos ganhos entre dois ou mais clubes ao final da Primeira e Segunda Fase, no grupo, o desempate para efeito de classificação será definido observando-se os critérios abaixo, aplicados à fase:
1. Maior número de vitórias;
2. Maior saldo de gols;
3. Maior número de gols pró;
4. Menor número de cartões vermelhos recebidos;
5. Menor número de cartões amarelos recebidos;
6. Sorteio.

Em caso de empate nas partidas na fase eliminatória, o desempate para indicar o vencedor será observando-se o critério abaixo:
- Cobrança de pênaltis, de acordo com os critérios adotados pela International Board.
- A disputa de pênaltis, quando aplicável, deverá ser iniciada até 10 (dez) minutos após o término da partida.

## Primeira fase
Atualizado em 12 de setembro.

## Segunda fase
Em itálico, os times que possuem o mando de campo no primeiro jogo do confronto e em negrito os times classificados.
|  | Quartas de final | Quartas de final | Quartas de final | Quartas de final |  |  | Semifinais | Semifinais | Semifinais | Semifinais |  |  | Final | Final | Final | Final |  |  |
|  | De               | De               | De               | De               |  |  | De         | De         | De         | De         |  |  |       |       |       |       |  |  |
|  |                  |                  |                  |                  |  |  |            |            |            |            |  |  |       |       |       |       |  |  |
|  |                  |                  |                  |                  |  |  |            |            |            |            |  |  |       |       |       |       |  |  |
|  |                  |                  |                  |                  |  |  |            |            |            |            |  |  |       |       |       |       |  |  |
|  |                  |                  |                  |                  |  |  |            |            |            |            |  |  |       |       |       |       |  |  |
|  |                  |                  |                  |                  |  |  |            |            |            |            |  |  |       |       |       |       |  |  |
|  |                  |                  |                  |                  |  |  |            |            |            |            |  |  |       |       |       |       |  |  |
|  |                  |                  |                  |                  |  |  |            |            |            |            |  |  |       |       |       |       |  |  |
|  |                  |                  |                  |                  |  |  |            |            |            |            |  |  |       |       |       |       |  |  |
|  |                  |                  |                  |                  |  |  |            |            |            |            |  |  |       |       |       |       |  |  |
|  |                  |                  |                  |                  |  |  |            |            |            |            |  |  |       |       |       |       |  |  |
|  |                  |                  |                  |                  |  |  |            |            |            |            |  |  |       |       |       |       |  |  |
|  |                  |                  |                  |                  |  |  |            |            |            |            |  |  |       |       |       |       |  |  |
|  |                  |                  |                  |                  |  |  |            |            |            |            |  |  |       |       |       |       |  |  |
|  |                  |                  |                  |                  |  |  |            |            |            |            |  |  |       |       |       |       |  |  |
|  |                  |                  |                  |                  |  |  |            |            |            |            |  |  |       |       |       |       |  |  |
|  |                  |                  |                  |                  |  |  |            |            |            |            |  |  |       |       |       |       |  |  |
|  |                  |                  |                  |                  |  |  |            |            |            |            |  |  |       |       |       |       |  |  |
|  |                  |                  |                  |                  |  |  |            |            |            |            |  |  |       |       |       |       |  |  |
|  |                  |                  |                  |                  |  |  |            |            |            |            |  |  |       |       |       |       |  |  |
|  |                  |                  |                  |                  |  |  |            |            |            |            |  |  |       |       |       |       |  |  |
|  |                  |                  |                  |                  |  |  |            |            |            |            |  |  |       |       |       |       |  |  |

## Fase final
Jogo da ida
| A definir | Finalista 1 | – | Finalista 2 |                                         |
|           |             |   |             | Público: Portões fechados Árbitro: BA ? |

Jogo da ida
| A definir | Finalista 2 | – | Finalista 1 |                                         |
|           |             |   |             | Público: Portões fechados Árbitro: BA ? |

## Premiação
| Baianão Sub-17 2021           |
| ----------------------------- |
| À definir Campeão (?° título) |

| Vice-campeão: | Terceiro colocado: | Quarto colocado: | Artilheiro: |
| ------------- | ------------------ | ---------------- | ----------- |
|               |                    |                  |             |